# Taboga (huyện)
Huyện Taboga là một huyện (distrito) thuộc tỉnh Panamá ở Panama. Theo điều tra dân số năm 2000, huyện này có dân số 1402 người. Huyện Taboga có diện tích 13 km². Huyện lỵ đóng tại Taboga.